# Peru na Mistrzostwach Świata w Lekkoatletyce 2019
Peru na Mistrzostwach Świata w Lekkoatletyce 2019 – reprezentacja Peru podczas mistrzostw świata w Doha liczyła trzech zawodników.

## Skład reprezentacji

### Mężczyźni
| Zawodnik          | Konkurencja           | Eliminacje | Eliminacje | Półfinał | Półfinał | Finał   | Finał   | Źródło |
| Zawodnik          | Konkurencja           | Wynik      | Pozycja    | Wynik    | Pozycja  | Wynik   | Pozycja | Źródło |
| ----------------- | --------------------- | ---------- | ---------- | -------- | -------- | ------- | ------- | ------ |
| Luis Henry Campos | chód na 20 kilometrów | —          | —          | —        | —        | 1:37:20 | 29.     | [ 1 ]  |
| José Mamani       | chód na 20 kilometrów | —          | —          | —        | —        | DSQ     | DSQ     | [ 1 ]  |

### Kobiety
| Zawodniczka  | Konkurencja           | Eliminacje | Eliminacje | Półfinał | Półfinał | Finał | Finał   | Źródło |
| Zawodniczka  | Konkurencja           | Wynik      | Pozycja    | Wynik    | Pozycja  | Wynik | Pozycja | Źródło |
| ------------ | --------------------- | ---------- | ---------- | -------- | -------- | ----- | ------- | ------ |
| Leyde Guerra | chód na 20 kilometrów | —          | —          | —        | —        | DNF   | DNF     | [ 2 ]  |